# 沙特奈 (厄尔-卢瓦省)
沙特奈（法語：Châtenay，法語發音：[ʃatnɛ]）是法国厄尔-卢瓦省的一个市镇，属于沙特尔区。

## 地理
沙特奈（48°21'29"N, 1°53'0"E）面积10.27 平方千米，位于法国中央-卢瓦尔河谷大区厄尔-卢瓦省，该省份为法国北部内陆省份，北起顺时针与厄尔省、伊夫林省、埃松省、卢瓦雷省、卢瓦-谢尔省、萨尔特省和奧恩省接壤。
与沙特奈接壤的市镇（或旧市镇、城区）包括：维耶维尔、博德勒维尔、戈梅维尔。

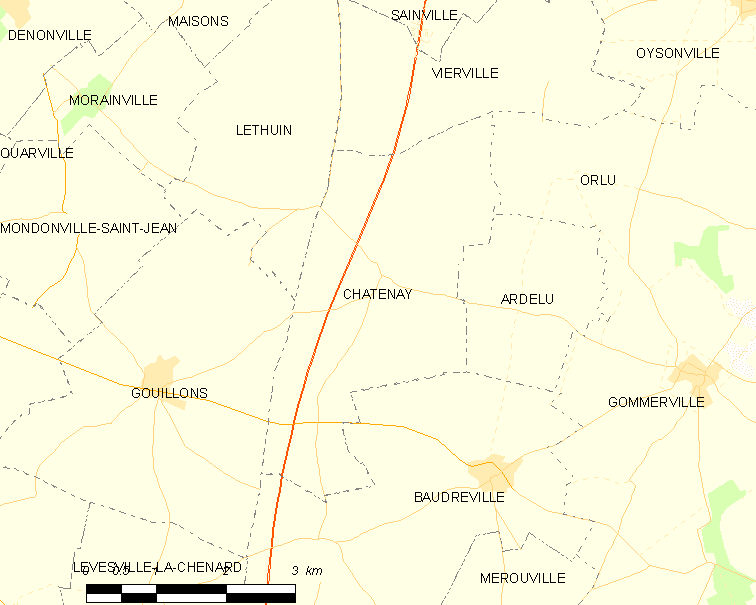
的OSM定位图

沙特奈的时区为UTC+01:00、UTC+02:00（夏令时）。

## 行政
沙特奈的邮政编码为28700，INSEE市镇编码为28092。

## 政治
沙特奈所属的省级选区为欧诺县。

## 人口

1962-2008年间人口变化图示

沙特奈于2022年1月1日时的人口数量为236人。